# Paisley and Renfrewshire South (circonscription du Parlement britannique)
Circonscription parlementaire de la Chambre des communes
Paisley and Renfrewshire South est une circonscription électorale britannique située en Écosse.
Elle est représentée à la Chambre des communes par Mhairi Black (Parti national écossais) depuis les élections générales de 2015.